# Siemens Energy

A Siemens Energy é uma das principais empresas de tecnologia de energia do mundo. A companhia trabalha com seus clientes e parceiros em sistemas de energia para o futuro, apoiando assim a transição para um mundo mais sustentável. Com seu portfólio de produtos, soluções e serviços, a Siemens Energy cobre quase toda a cadeia de valor de energia – desde a geração e transmissão de energia até o armazenamento. O portfólio inclui tecnologia de energia convencional e renovável, como turbinas a gás e a vapor, usinas híbridas operadas com hidrogênio, além de geradores e transformadores de energia. A sua subsidiária de energia eólica, a Siemens Gamesa, torna a Siemens Energy uma líder global no mercado de energias renováveis. Estima-se que um sexto da eletricidade gerada em todo o mundo é baseado em tecnologias da Siemens Energy. A Siemens Energy emprega cerca de 98.000 pessoas em todo o mundo em mais de 90 países e gerou uma receita de € 31 bilhões no ano fiscal de 2023.  